# Wings (band)
Paul McCartney and Wings, later alleen Wings, was een band die werd opgericht in 1971 door Paul McCartney, zijn vrouw Linda McCartney (meisjesnaam Linda Eastman), Denny Laine en Denny Seiwell. Ondanks de vele personele wisselingen, was Wings in de jaren 70 zeer succesvol. De enige drie permanente leden van Wings waren Paul McCartney, Linda McCartney en Denny Laine.

## Beginjaren
Nadat de Beatles in 1970 uit elkaar waren gegaan, maakte Paul McCartney twee soloalbums: McCartney en Ram. Reeds bij de opnamen van Ram speelde Denny Seiwell op drums. Voor zijn derde album werd Denny Laine (ex-Moody Blues) erbij gevraagd en zo ontstond Wings. Volgens Paul McCartney viel de naam van de groep hem in tijdens de moeilijke geboorte van zijn dochter Stella in 1971.
Het debuutalbum van Wings, Wild Life, verscheen in december 1971 maar werd slecht ontvangen. Met de toevoeging van gitarist Henry McCullough ging de band op "verrassingstournee": de groep ging scholen en universiteiten langs en speelde daar onaangekondigd.
Vervolgens bracht Wings in 1972 een aantal singles uit. De eerste single Give Ireland Back to the Irish werd geboycot door de BBC maar haalde toch een 16e plaats in de top-40. Als reactie daarop werd een kinderliedje uitgebracht Mary Had a Little Lamb. De volgende single Hi, Hi, Hi werd opnieuw geboycot door de BBC, nu wegens de vermeende seksuele lading en de verwijzing naar drugs. De B-kant C Moon werd in plaats daarvan wel gedraaid. In oktober 1972 werd het nummer Live and Let Die opgenomen als soundtrack van de gelijknamige James Bondfilm.

## Succesjaren
In 1973 kwam de eerste nummer 1-hit met My Love. Dit nummer kwam van het album Red Rose Speedway. Na een succesvolle tournee door Groot-Brittannië verlieten Henry McCullough en daarna ook Denny Seiwell de groep. Wings reisde daarom als trio af naar Lagos, waar de opnamen plaatsvonden van het volgende album Band on the Run. Dit album kreeg goede kritieken en werd het meest succesvolle album van de band. Zowel het titelnummer als Jet werden grote internationale hits. Het album zette Wings als groep op de kaart. Wings werd vervolgens aangevuld door Jimmy McCulloch op gitaar en Geoff Britton op drums (die later weer werd vervangen door Joe English).
In die bezetting toog de groep in januari van 1975 naar New Orleans om het album Venus and Mars op te nemen. Van dit album werd het nummer Listen to What the Man Said een hit. In het najaar van 1975 ging Wings op een wereldtournee: Wings over the World. Deze tournee startte in het najaar van 1975 in Bristol, trok daarna naar Australië, Europa, Amerika en eindigde terug naar Europa in september van 1976. Het Amerikaanse deel van de tournee werd vastgelegd op het 3-dubbellivealbum Wings over America. Een van de shows in Seattle voor 60.000 mensen werd op video vastgelegd met de naam Rockshow. De live-versie van Maybe I'm Amazed werd in Engeland, de Verenigde Staten, Duitsland en Frankrijk met succes op single uitgebracht, maar niet in Nederland.
Na het Australische deel van de tournee Wings over the World nam Wings een korte vakantie en in januari 1976 werd tijd gereserveerd in de Abbey Road Studios in Londen om Wings at the Speed of Sound op te nemen. Het was de eerste keer dat Wings weer een album in Engeland opnam sinds Red Rose Speedway. Van dit album kwamen twee grote hits: Silly Love Songs en Let 'em in. Silly Love Songs was een reactie van Paul McCartney op critici dat zijn liedjes te oppervlakkig zouden zijn. 
Vanaf februari 1977 werkte Wings aan het vervolgalbum London Town, maar de derde zwangerschap van Linda McCartney betekende dat er veel meer tijd was voor de opnamen dan gepland. De opnamesessies werden daarom voortgezet op de boot Fair Carol in de Maagdeneilanden. Tijdens de opnamen verliet Jimmy McCulloch Wings voor Small Faces en Joe English keerde met heimwee terug naar Amerika. Tijdens de opnamesessies, in september 1977, werd ook het nummer Mull of Kintyre opgenomen als ode aan het gelijknamige schiereiland in Argyll, Schotland, waar Paul McCartney een huis had. De single Mull of Kintyre was een enorme hit, maar kwam niet op het album. De single was de meest verkochte single ooit, tot deze in 1984 voorbij werd gestreefd door Do They Know It's Christmas? van Band Aid. Tot op de dag van vandaag blijft Mull of Kintyre een van de bestverkochte platen die niet voor liefdadigheid werd geproduceerd. Uiteindelijk werd het album London Town in maart 1978 uitgebracht. Het titelnummer en vooral With a Little Luck werden hits.

## Einde
Later in 1978 kwamen Laurence Juber en Steve Holly bij de band. Beïnvloed door punk en new wave werd het geluid van Wings ruiger, wat blijkt uit het album Back to the Egg uit 1979. Dit album werd goed ontvangen maar verkocht verhoudingsgewijs matig. Op deze plaat staan twee nummers van het speciaal opgerichte Rockestra met John Bonham en John Paul Jones van Led Zeppelin en Gary Brooker en Pete Townshend van The Who. In 1979 lag Wings verder grotendeels stil en werkte Paul McCartney aan zijn soloplaat McCartney II. Dit album bevat vooral experimentele muziek die sterk leunt op synthesizers. In november en december van 1979 trad Wings voor het laatst op in Groot-Brittannië. Tijdens een show in Glasgow werd een live-versie van het nummer Coming Up afkomstig van het album McCartney II opgenomen. Dit nummer werd in 1980 een grote hit, maar het zou tevens de laatste single van Wings worden.
Plannen voor een nieuwe wereldtournee in 1980 werden in januari 1980 afgelast toen Paul McCartney op het vliegveld van Tokio werd aangehouden wegens het bezit van drugs. Hij werd na tien dagen vrijgelaten, maar de tournee werd toch afgezegd. In 1980 werkte Wings door aan nieuwe nummers, maar die werden niet uitgebracht. Laurence Juber en Steve Holly verlieten daarom Wings. Uiteindelijk werd op 27 april 1981 bekendgemaakt dat ook Denny Laine Wings zou verlaten en dat daarmee Wings ophield te bestaan.

## Bezetting
In de beginjaren werd Wings vaak beschouwd als een soort begeleidingsband voor Paul McCartney. Na het succes van Band on the Run werd Wings echter steeds meer beschouwd als een echte band. Zo schreven zowel Denny Laine als Jimmy McCulloch enkele liedjes voor de groep. Daarnaast verzorgden Denny Laine, Jimmy McCulloch, Joe English en Linda McCartney enkele malen de 'lead vocal'. Het was echter duidelijk dat Paul McCartney de leider en de ster van Wings was. Gedurende de tien jaar dat Wings bestond, waren er nogal wat personele wisselingen, waarbij Wings tweemaal werd gereduceerd tot een trio.
| 1971 | Paul McCartney: zang, bas, piano, gitaar | Linda McCartney: zang, keyboards | Denny Laine: zang, gitaar, bas, piano |                                    | Denny Seiwell: drums  |
| 1972 | Paul McCartney: zang, bas, piano, gitaar | Linda McCartney: zang, keyboards | Denny Laine: zang, gitaar, bas, piano | Henry McCullough: zang, gitaar     | Denny Seiwell: drums  |
| 1973 | Paul McCartney: zang, bas, piano, gitaar | Linda McCartney: zang, keyboards | Denny Laine: zang, gitaar, bas, piano |                                    | Paul McCartney: drums |
| 1974 | Paul McCartney: zang, bas, piano, gitaar | Linda McCartney: zang, keyboards | Denny Laine: zang, gitaar, bas, piano | Henry McCullough: zang, gitaar     | Geoff Britton: drums  |
| 1975 | Paul McCartney: zang, bas, piano, gitaar | Linda McCartney: zang, keyboards | Denny Laine: zang, gitaar, bas, piano | Jimmy McCulloch: zang, gitaar, bas | Joe English: drums    |
| 1976 | Paul McCartney: zang, bas, piano, gitaar | Linda McCartney: zang, keyboards | Denny Laine: zang, gitaar, bas, piano | Jimmy McCulloch: zang, gitaar, bas | Joe English: drums    |
| 1977 | Paul McCartney: zang, bas, piano, gitaar | Linda McCartney: zang, keyboards | Denny Laine: zang, gitaar, bas, piano |                                    | Paul McCartney: drums |
| 1978 | Paul McCartney: zang, bas, piano, gitaar | Linda McCartney: zang, keyboards | Denny Laine: zang, gitaar, bas, piano | Laurence Juber: zang, gitaar       | Steve Holly: drums    |
| 1979 | Paul McCartney: zang, bas, piano, gitaar | Linda McCartney: zang, keyboards | Denny Laine: zang, gitaar, bas, piano | Laurence Juber: zang, gitaar       | Steve Holly: drums    |

## Discografie

### Albums
| Album met eventuele hitnotering(en) in de Nederlandse Album Top 100 | Datum van verschijnen | Datum van binnenkomst | Hoogste positie | Aantal weken | Opmerkingen   |
| ------------------------------------------------------------------- | --------------------- | --------------------- | --------------- | ------------ | ------------- |
| Wild life                                                           | 1971                  | -                     |                 |              |               |
| Red rose speedway                                                   | 1973                  | -                     |                 |              |               |
| Band on the run                                                     | 1973                  | -                     |                 |              |               |
| Venus and Mars                                                      | 1975                  | -                     |                 |              |               |
| Wings at the speed of sound                                         | 1976                  | -                     |                 |              |               |
| Wings over America                                                  | 1976                  | -                     |                 |              |               |
| London Town                                                         | 1978                  | -                     |                 |              |               |
| Wings greatest                                                      | 1978                  | -                     |                 |              | Verzamelalbum |
| Back to the egg                                                     | 1979                  | -                     |                 |              |               |
| All the best                                                        | 1987                  | 21-11-1987            | 13              | 16           | Verzamelalbum |
| Wingspan - Hits and history                                         | 2001                  | 26-05-2001            | 32              | 9            | Verzamelalbum |
| Band on the run                                                     | 29-10-2010            | 06-11-2010            | 34              | 2            | Heruitgave    |

| Album met hitnotering(en) in de Vlaamse Ultratop 200 albums | Datum van verschijnen | Datum van binnenkomst | Hoogste positie | Aantal weken | Opmerkingen                        |
| ----------------------------------------------------------- | --------------------- | --------------------- | --------------- | ------------ | ---------------------------------- |
| Wingspan - hits and history                                 | 07-05-2001            | 19-05-2001            | 21              | 5            | met Paul McCartney / Verzamelalbum |
| Band on the run                                             | 05-12-1973            | 13-11-2010            | 89              | 1            | met Paul McCartney / Heruitgave    |
| Wings over America                                          | 10-12-1976            | 01-06-2013            | 68              | 5            |                                    |
| At the speed of sound                                       | 25-03-1976            | 01-06-2013            | 72              | 2            |                                    |
| Venus and Mars                                              | 27-05-1975            | 15-11-2014            | 84              | 3            |                                    |
| Wild life                                                   | 07-12-1971            | 15-12-2018            | 117             | 1            |                                    |
| Red rose speedway                                           | 30-04-1973            | 15-12-2018            | 94              | 2            | met Paul McCartney                 |

### Singles
| Single met eventuele hitnotering(en) in de Nederlandse Top 40 | Datum van verschijnen | Datum van binnenkomst | Hoogste positie | Aantal weken | Opmerkingen                                            |
| ------------------------------------------------------------- | --------------------- | --------------------- | --------------- | ------------ | ------------------------------------------------------ |
| Mary had a little lamb                                        | 1972                  | 10-06-1972            | 15              | 6            | #13 in de Single Top 100                               |
| Hi hi hi                                                      | 1972                  | 16-12-1972            | 6               | 11           | #6 in de Single Top 100 / Alarmschijf                  |
| My love                                                       | 1973                  | 21-04-1973            | 12              | 6            | #12 in de Single Top 100                               |
| Live and let die                                              | 1973                  | 25-08-1973            | 27              | 3            | #29 in de Single Top 100 / Soundtrack Live and Let Die |
| Helen wheels                                                  | 1973                  | 03-11-1973            | tip4            | -            | #23 in de Single Top 100                               |
| Mrs Vandebilt                                                 | 1974                  | 26-01-1974            | 7               | 7            | #7 in de Single Top 100                                |
| Jet                                                           | 1974                  | 23-03-1974            | 11              | 8            | #10 in de Single Top 100 / Alarmschijf                 |
| Band on the run                                               | 1974                  | 29-06-1974            | 4               | 10           | #7 in de Single Top 100                                |
| Junior's farm                                                 | 1974                  | 02-11-1974            | tip2            | -            |                                                        |
| Listen to What the Man Said                                   | 1975                  | 14-06-1975            | 14              | 4            | #18 in de Single Top 100                               |
| Lettin' go                                                    | 1975                  | 25-11-1975            | tip21           | -            |                                                        |
| Silly Love Songs                                              | 1976                  | 15-06-1976            | 13              | 6            | #11 in de Single Top 100                               |
| Let 'em in                                                    | 1976                  | 11-09-1976            | 23              | 5            | #25 in de Single Top 100                               |
| Maybe I'm amazed                                              | 1977                  | 05-03-1977            | tip22           | -            |                                                        |
| Mull of Kintyre                                               | 1977                  | 10-12-1977            | 1(5wk)          | 17           | #1 in de Single Top 100 / Alarmschijf                  |
| With a little luck                                            | 1978                  | 15-04-1978            | 6               | 8            | #11 in de Single Top 100                               |
| Deliver your children / I've had enough                       | 1978                  | 15-07-1978            | 9               | 8            | #13 in de Single Top 100 / Alarmschijf                 |
| Goodnight tonight                                             | 1979                  | 07-04-1979            | 21              | 7            | #24 in de Single Top 100                               |
| Getting closer                                                | 1979                  | 23-06-1979            | tip5            | -            | #29 in de Single Top 100                               |

| Single met hitnotering(en) in de Vlaamse Ultratop 50 | Datum van verschijnen | Datum van binnenkomst | Hoogste positie | Aantal weken | Opmerkingen                                      |
| ---------------------------------------------------- | --------------------- | --------------------- | --------------- | ------------ | ------------------------------------------------ |
| Hi hi hi                                             | 31-10-1972            | 30-12-1972            | 5               | 10           | Nr. 4 in de Radio 2 Top 30                       |
| My love                                              | 23-03-1973            | 12-05-1973            | 17              | 5            | met Paul McCartney / Nr. 12 in de Radio 2 Top 30 |
| Helen wheels                                         | 12-11-1973            |                       | -               | -            | met Paul McCartney / Nr. 28 in de Radio 2 Top 30 |
| Mrs. Vandebilt                                       | 12-01-1974            | 09-02-1974            | 19              | 8            | met Paul McCartney / Nr. 12 in de Radio 2 Top 30 |
| Jet                                                  | 18-02-1974            | 27-04-1974            | 26              | 2            | met Paul McCartney / Nr. 20 in de Radio 2 Top 30 |
| Band on the run                                      | 08-04-1974            | 20-07-1974            | 21              | 4            | met Paul McCartney / Nr. 18 in de Radio 2 Top 30 |
| Listen to what the man said                          | 23-05-1975            |                       | -               | -            | Nr. 25 in de Radio 2 Top 30                      |
| Silly love songs                                     | 25-03-1976            |                       | -               | -            | Nr. 27 in de Radio 2 Top 30                      |
| Let 'em in                                           | 28-06-1976            |                       | -               | -            | Nr. 20 in de Radio 2 Top 30                      |
| Mull of Kintyre                                      | 11-11-1977            | 10-12-1977            | 1(6wk)          | 15           | Nr. 1 in de Radio 2 Top 30                       |
| With a little luck                                   | 24-03-1978            | 22-04-1978            | 21(3wk)         | 9            | Nr. 15 in de Radio 2 Top 30                      |
| I've had enough                                      | 12-06-1978            |                       | -               | -            | Nr. 27 in de Radio 2 Top 30                      |
| Goodnight tonight                                    | 16-03-1979            | 05-05-1979            | 24              | 4            | Nr. 20 in de Radio 2 Top 30                      |
| Getting closer                                       | 04-06-1979            |                       | -               | -            | Nr. 25 in de Radio 2 Top 30                      |

### NPO Radio 2 Top 2000
| Nummers met noteringen in de NPO Radio 2 Top 2000 | '99  | '00  | '01  | '02  | '03  | '04  | '05  | '06  | '07  | '08  | '09  | '10  | '11  | '12  | '13  | '14  | '15  | '16  | '17  | '18  | '19  | '20  | '21  | '22  | '23  | '24  |
| ------------------------------------------------- | ---- | ---- | ---- | ---- | ---- | ---- | ---- | ---- | ---- | ---- | ---- | ---- | ---- | ---- | ---- | ---- | ---- | ---- | ---- | ---- | ---- | ---- | ---- | ---- | ---- | ---- |
| Band on the Run (met Paul McCartney)              | 339  | 339  | 249  | 294  | 254  | 344  | 394  | 421  | 411  | 362  | 248  | 270  | 399  | 304  | 537  | 662  | 516  | 728  | 760  | 764  | 760  | 916  | 932  | 991  | 1051 | 1128 |
| Hi, Hi, Hi (met Paul McCartney)                   | 1530 | 1377 | 1204 | 1927 | -    | -    | -    | -    | -    | -    | -    | -    | -    | -    | -    | -    | -    | -    | -    | -    | -    | -    | -    | -    | -    | -    |
| Jet (met Paul McCartney)                          | -    | -    | -    | -    | 1808 | 1899 | 1996 | -    | -    | -    | -    | -    | -    | -    | -    | -    | -    | -    | -    | -    | -    | -    | -    | -    | -    | -    |
| Listen to What the Man Said (met Paul McCartney)  | 1739 | -    | 1553 | 1830 | 1992 | -    | -    | -    | -    | -    | -    | -    | -    | -    | -    | -    | -    | -    | -    | -    | -    | -    | -    | -    | -    | -    |
| Live and Let Die (met Paul McCartney)             | 671  | 1506 | 1044 | 1264 | 946  | 1041 | 1530 | 1398 | 1617 | 1333 | 1084 | 1205 | 1234 | 1336 | 1532 | 1768 | 679  | 1191 | 1333 | 1218 | 1423 | 1766 | 1691 | 1841 | 1910 | 1966 |
| London Town (met Paul McCartney)                  | 1293 | -    | -    | -    | -    | -    | -    | -    | -    | -    | -    | -    | -    | -    | -    | -    | -    | -    | -    | -    | -    | -    | -    | -    | -    | -    |
| Maybe I'm Amazed                                  | -    | -    | -    | -    | 1394 | 1363 | 1601 | 1843 | 1741 | 1705 | 1915 | 1917 | 1866 | 1831 | 1542 | 1573 | 1074 | 1252 | 1679 | -    | -    | -    | -    | -    | -    | -    |
| Mrs Vandebilt (met Paul McCartney)                | -    | 1620 | -    | 1718 | -    | 1929 | -    | -    | -    | -    | -    | 1878 | -    | -    | -    | -    | -    | -    | -    | -    | -    | -    | -    | -    | -    | -    |
| Mull of Kintyre (met Paul McCartney)              | 206  | 238  | 107  | 321  | 393  | 353  | 414  | 401  | 572  | 399  | 371  | 401  | 558  | 987  | 931  | 987  | 895  | 1224 | 1295 | 1289 | 1157 | 1272 | 1293 | 1394 | 1445 | 1459 |
| My Love (met Paul McCartney)                      | -    | -    | -    | -    | 1666 | 1547 | 1625 | 1875 | -    | 1948 | 1679 | 1682 | -    | -    | -    | -    | -    | -    | -    | -    | -    | -    | -    | -    | -    | -    |
| Silly Love Songs (met Paul McCartney)             | 1344 | 1690 | -    | 1729 | -    | -    | -    | -    | -    | -    | -    | -    | -    | -    | -    | -    | -    | -    | -    | -    | -    | -    | -    | -    | -    | -    |

1. ↑  Een '-' betekent dat het nummer niet was genoteerd en een vetgedrukt getal geeft de hoogste notering van een nummer aan.

### Dvd's
| Dvd's met hitnoteringen in de Nederlandse Dvd Music Top 30 | Datum van verschijnen | Datum van binnenkomst | Hoogste positie | Aantal weken | Opmerkingen        |
| ---------------------------------------------------------- | --------------------- | --------------------- | --------------- | ------------ | ------------------ |
| Rockshow                                                   | 2013                  | 15-06-2013            | 3               | 14           | met Paul McCartney |